# Юзеф Дверницький

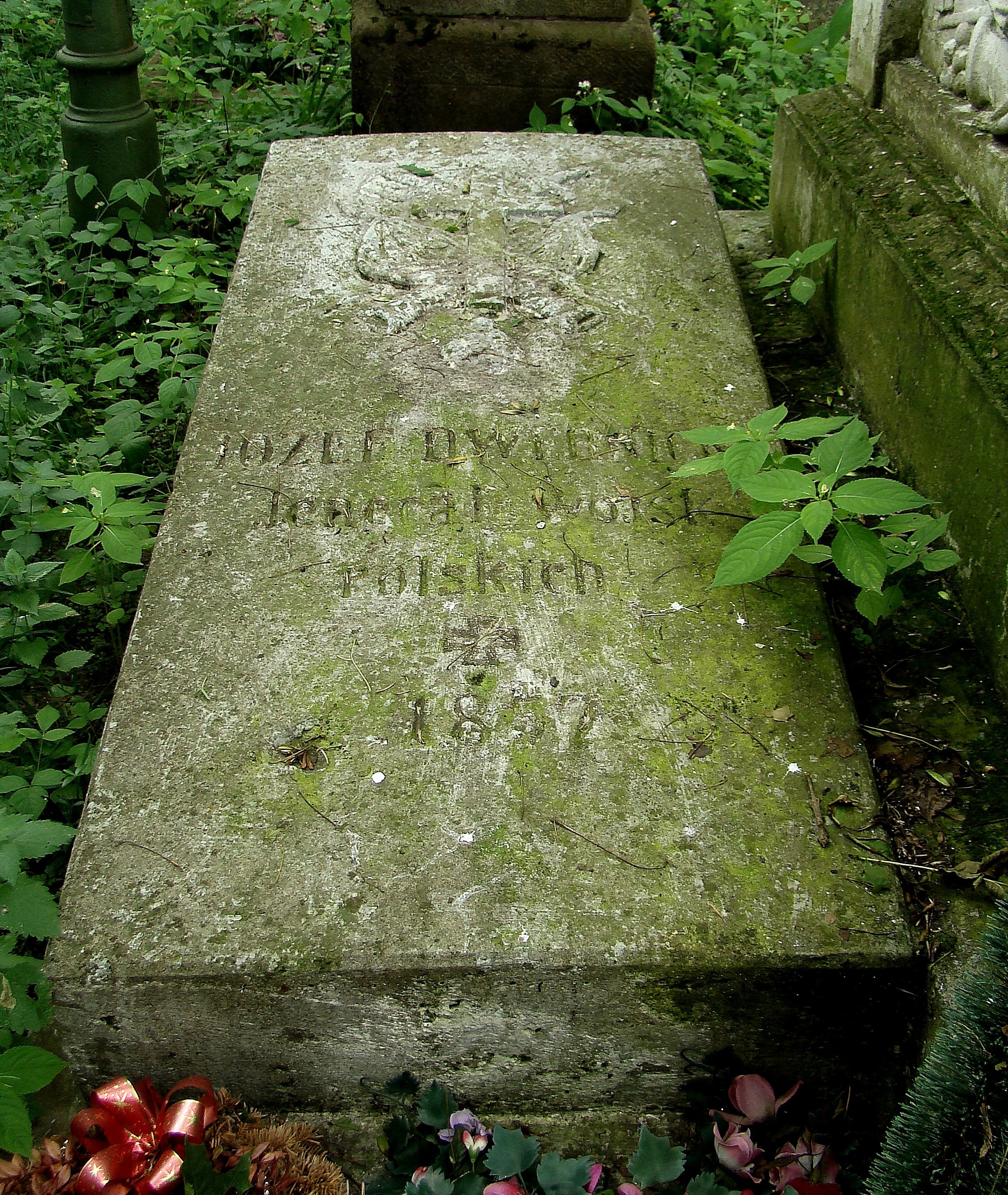
Надгробок на могилі генерала Юзефа Дверницького у Лопатині

Юзеф Дверницький (пол. Józef Dwernicki; 19 березня 1779, Варшава — 23 листопада 1857, Лопатин, Галичині, нині — Львівська область) — польський військовик, генерал, кавалерійський командир під час польського повстання 1831 року.

## Біографія
Належав до старого шляхетського роду герба Сас. У 20 років пішов добровольцем до кінної артилерії, але через рік покинув службу. У 1809 році разом з набраним особисто кінним відділом вступив до війська Князівства Варшавського, що вело війну із Австрією. Під час війни отримав звання капітана й золотий хрест ордена Virtuti Militari. У 1812 році взяв участь у поході Наполеона на Москву, під час відступу французької армії командував полком та заслужив Срібного Хреста Virtuti Militari та французький Орден Почесного легіону. Він взяв участь у кампанії 1813—1814 років, в тому числі у битві під Лейпцигом 1813 року.
Після повернення до Польщі отримав командування уланським полком. Через свою репутацію доброго кавалериста великий князь Костянтин доручив йому укласти кавалерійський статут для армії Царства Польського, а тоді він працював над перекладом статутів Російської армії. Звання бригадного генерала йому надали в 1829 році, але через відсутність відповідної вакансії продовжував командувати полком (3-й кінно-єгерський полк Царства Польського).
З початком повстання 1830—1831 року займався розбудовою кавалерії польської армії, до січня 1831 року підготувавши 18 нових боєготових ескадронів. 14 лютого 1831 року командував польським корпусом, що розбив під Сточком кінно-єгерську російську дивізію генерала Гейсмара. У подальшій битві під Новою Вессю переміг російський корпус генерала Крейца. На початку квітня 1831 року очолив експедицію на Волинь, де після боїв з корпусом генерала Ридіґера був змушений перейти через австрійський кордон і був інтернований.
З Австрії Дверницький у 1832 році перебрався до Франції, де у 1832—1834 очолював Польський національний комітет.
У 1836 році він був висланий з Франції за звинуваченням у підготовці повстання і переїхав до Англії. У 1848 році він повернувся до австрійської Галичини. В останні роки свого життя він написав мемуари, опубліковані в 1870 році.
Помер у 1857 році в Лопатині (нині — Львівська область), де й похований.
Дверницького вважають найкращим кавалерійським генералом повстання 1831 року.

### Сім'я
Донька — Гортензія, її син — Ян Дуклян Пузина (13 вересня 1842, Гвіздець) — кардинал, краківський єпископ РКЦ.

## Вшанування
- У Львові протягом 1885—1946 років була вулиця Двєрніцького. Нині це три вулиці: Іларіона Свєнціцького, Юрія Мушака та Миколи Лемика[7].